# 佩雷莫日内 (敖德萨州)
46°42′14″N 30°47′48″E / 46.70389°N 30.79667°E
佩雷莫日內（烏克蘭語：Переможне）是位於烏克蘭西南部的村莊，由敖德萨州敖德萨区的克拉斯諾西爾卡市鎮負責管轄。該村始建於1817年，面積0.46平方公里，海拔高度71米，2001年人口445，人口密度每平方公里967.39人。